# Provincia eclesiástica
Una provincia eclesiástica es una agrupación de diócesis que existe en ciertas iglesias cristianas. Tradicionalmente, consta de una arquidiócesis metropolitana y de cierto número de diócesis, conocidas como sedes sufragáneas.   El arzobispo de la metrópoli es el metropolitano de la provincia.  Sin embargo, en algunas partes de la Comunión anglicana el metropolitano es elegido de entre todos los obispos de la provincia.

## Historia
Las provincias eclesiásticas al principio se establecieron en el Imperio romano de Oriente. Los más importantes centros (Antioquía de Siria, Éfeso en la provincia de Asia, Alejandría en Egipto, Roma en Italia), en los que los misioneros cristianos predicaron el evangelio, fueron respetados como las iglesias madres (de allí la palabra griega metropolitanas) por las comunidades cristianas fundadas posteriormente. Desde la segunda mitad del siglo II, los obispos de los territorios dentro de las mismas áreas geográficas naturales fueron reunidos en asambleas en ocasiones importantes llamados concilios y sínodos y desde el final de ese siglo eran generalmente presididos por el obispo de la capital provincial. La comunicaciones importantes fueron también hechas a través del obispo de la capital. De esta manera, en el Oriente, durante el siglo III el obispo de la metrópolis provincial gradualmente ocupó una cierta posición superior y recibió el nombre de metropolitano.
En el primer Concilio de Nicea (325) esta posición del metropolitano fue reconocida y se les concedió definitivamente derechos sobre los otros obispos y diócesis de las provincias. En la ley canónica oriental desde el siglo IV (Sínodo de Antioquía del 341, canon IX), se tomó como principio que cada provincia civil sea una provincia eclesiástica bajo la dirección suprema del metropolitano, es decir, el obispo de la capital provincial.
Esta división en provincias eclesiásticas no se desarrolló tan temprano en el Imperio Occidental. En África del norte el primer metropolitano apareció durante el siglo IV, el obispo de Cartago fue reconocido como primado de las diócesis del norte de África; los metropolitanos de las provincias separadas gradualmente aparecieron, aunque los límites de esas provincias no coincidían con las divisiones del imperio. Un similar desarrollo se produjo en Hispania, Galia e Italia. Fue solo después del siglo V que tales desarrollos graduales se acomodaron a las antiguas divisiones del Imperio Romano.

## Actualidad
En las Iglesias ortodoxas y en las Iglesias nacionales del Oriente, las provincias eclesiásticas prácticamente han desaparecido.

### Iglesia católica
En la Iglesia católica, la autoridad del metropolitano sobre sus diócesis sufragáneas es muy limitada (por ejemplo, cuando una diócesis queda vacante, un metropolitano católico puede nombrar un administrador temporal si el Colegio de Consultores no puede elegir a uno dentro del tiempo límite y si el papa no ha nombrado un administrador apostólico).

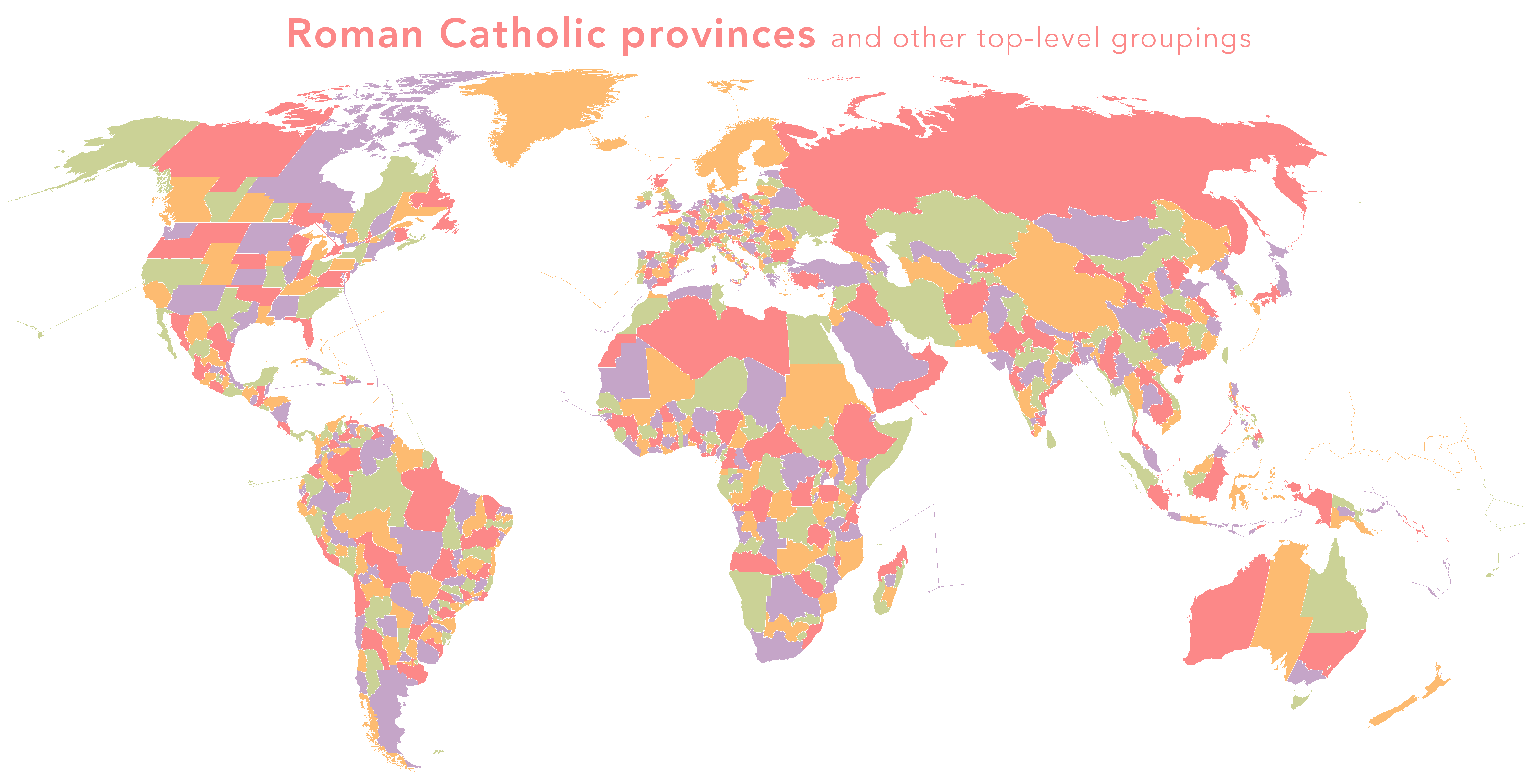
Provincias eclesiásticas de la Iglesia católica en el mundo

El Código de Derecho Canónico en su canon 431 establece:

1) Para promover una acción pastoral común en varias diócesis vecinas, según las circunstancias de las personas y de los lugares, y para que se fomenten de manera más adecuada las recíprocas relaciones entre los Obispos diocesanos, las Iglesias particulares se agruparán en provincias eclesiásticas delimitadas territorialmente.
 2) Como norma general, no habrá en adelante diócesis exentas; por tanto, todas las diócesis y demás Iglesias particulares que se encuentran dentro del territorio de una provincia eclesiástica, deben adscribirse a esa provincia.
 3)  Corresponde exclusivamente a la autoridad suprema de la Iglesia, oídos los Obispos interesados, constituir, suprimir o cambiar las provincias.

### Comunión anglicana
Dentro de la Comunión anglicana el término "provincia" tiene dos usos distintos:
1. Tradicionalmente, se usa para subdivisiones de algunas iglesias nacionales, es decir, iglesias cuyo jurisdicción espiritual abarca todo el territorio de una nación.[nota 1]
2. En cuanto a la estructura de la Comunión anglicana misma, denota cada una de las 38 iglesias autónomas que la conforman.

Las iglesias nacionales de los países indicadas a continuación se subdividen en provincias: Inglaterra, Estados Unidos, Australia, Canadá. El título de "arzobispo" no se usa en todas. Cada una de estas iglesias nacionales tiene un procedimiento para nombrar un obispo que se considera el primado de toda la iglesia nacional y la representa en tal calidad ante la Comunión anglicana y especialmente en la Reunión de primados. En Inglaterra, se suele utilizar el término de obispo sufragáneo para referirse los obispos auxiliares en cada diócesis aunque técnicamente corresponde utilizarlo además para la relación de los obispos de cada diócesis con el metropolitano.